# ノースカロライナ州副知事
ノースカロライナ州副知事（Lieutenant Governor of North Carolina）は、アメリカ合衆国ノースカロライナ州の副知事である。

## 一覧
1. トッド・R・コールドウェル（共和党）、1868年 - 1871年
2. カーティス・H・ブログデン（共和党）、1873年 - 1874年
3. トーマス・J・ジャーヴィス（民主党）、1877年 - 1879年
4. ジェームズ・L・ロビンソン（民主党）、1881年 - 1885年
5. チャールズ・M・ステッドマン（民主党）、1885年 - 1889年
6. トーマス・M・ホルト（民主党）、1889年 - 1891年
7. ルース・A・ドートン（民主党）、1893年 - 1897年
8. チャールズ・A・レイノルズ（共和党）、1897年 - 1901年
9. ウィルフレッド・D・ターナー（民主党）、1901年 - 1905年
10. フランシス・D・ウィンストン（民主党）、1905年 - 1909年
11. ウィリアム・C・ニューランド（民主党）、1909年 - 1913年
12. イライジャ・L・ドートリッジ（民主党）、1913年 - 1917年
13. オリヴァー・マックス・ガードナー（民主党）、1917年 - 1921年
14. ウィリアム・B・クーパー（民主党）、1921年 - 1925年
15. ジェイコブ・E・ロング（民主党）、1925年 - 1929年
16. リチャード・T・フォーテイン（民主党）、1929年 - 1933年
17. アレクサンダー・H・グレアム（民主党）、1933年 - 1937年
18. ウィルキンズ・P・ホートン（民主党）、1937年 - 1941年
19. レジナルド・L・ハリス（民主党）、1941年 - 1945年
20. リントン・Y・バレンタイン（民主党）、1945年 - 1949年
21. ホイト・パトリック・テイラー（民主党）、1949年 - 1953年
22. ルーサー・H・ホッジス（民主党）、1953年 - 1954年
23. ルーサー・E・バーンハート（民主党）、1957年 - 1961年
24. ハーヴェイ・クロイド・フィルポット（民主党）、1961年 - 1961年
25. ロバート・W・スコット（民主党）、1965年 - 1969年
26. ホイト・パトリック・テイラー・ジュニア（民主党）、1969年 - 1973年
27. ジェームズ・B・ハント・ジュニア（民主党）、1973年 - 1977年
28. ジェームズ・C・グリーン（民主党）、1977年 - 1985年
29. ロバート・B・ジョーダン3世（民主党）、1985年 - 1989年
30. ジェームズ・カーソン・ガードナー（共和党）、1989年 - 1993年
31. デニス・A・ウィッカー（民主党）、1993年 - 2001年
32. ビヴァリー・イーヴズ・パーデュー（民主党）、2001年 - 2009年
33. ウォルター・H・ダルトン（民主党）、2009年 - 2013年
34. ダン・フォレスト（共和党）、2013年 - 現在